# LEUCO

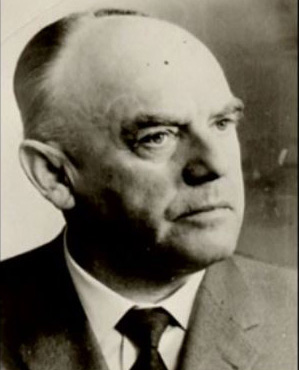
Засновник компанії Віллі Ледерман

Компанія Leuco (фірмове написання: LEUCO) заснована в 1954 році підприємцем Віллі Лідерманом та інженером-механіком Йозефом Штьорцерем. 
Leuco виготовляє інструменти з твердосплавними та алмазними напайками для обробки деревини та синтетичних матеріалів. Інструментальна лінійка охоплює пили, подрібнювачі, насадні та кінцеві інструменти, свердла, затискні прилади та поворотні пластини. Також компанія надає послуги із заточування інструментів, консультації з вибору інструменту, а також послуги з управління інструментом (так званий, англ. Toolmanagement). Клієнтами Leuco є лісопильні, будівельні, меблеві заводи, а також виробництва внутрішнього оздоблення приміщень. 
В компанії Leuco в усьому світі працює 1200 співробітників. 

## Структура компанії
Leuco має 20 дочірніх підприємств та 93 партнери зі збуту в 64 країнах світу на всіх 5 континентах. 
Підприємства Leuco з виробництва та продажу інструменту знаходяться в м. Хорб (Німеччина), м. Бейнхейм (Франція), м. Валвейк (Stehle B. V., Нідерланди), Вілла Ріка (США), м. Капштадт (Південна Африка), Мелака (Малайзія), Тайцанг-Баньцяо (Китай), Москва (Росія), Санкт-Маргретен (Швейцарія). 

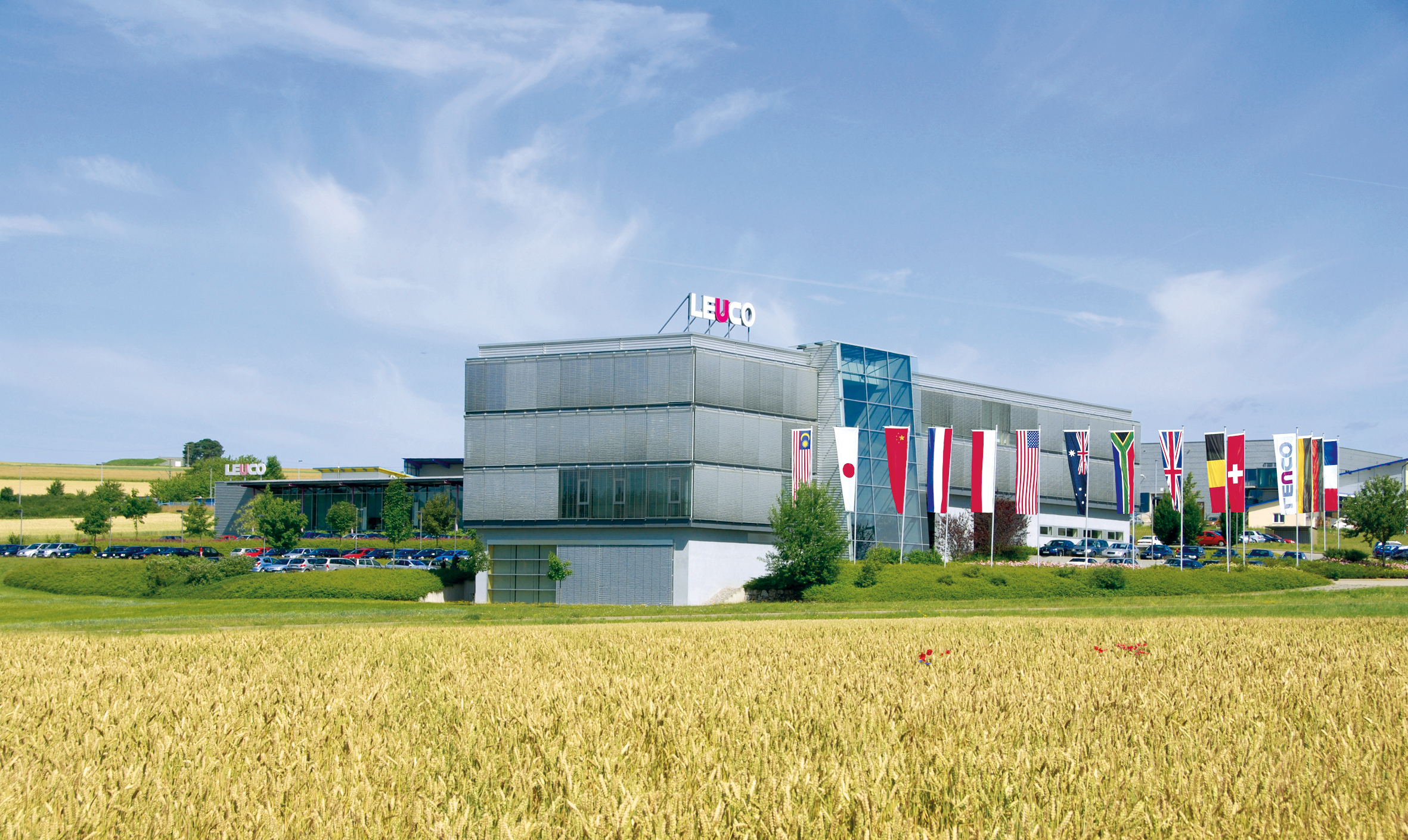
Головний офіс LEUCO в м. Хорб-ам-Неккар

Дочірні підприємства зі збуту продукції розташовані в Австралії, Бельгії, Великій Британії, Японії, Польщі, Сингапурі, Таїланді, Україні та Білорусі. 

## Дочірнє підприємство в Україні

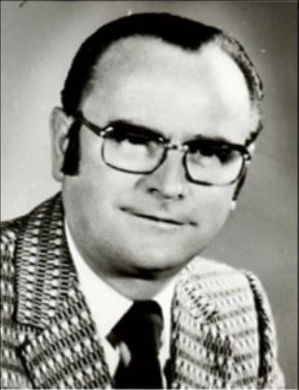
Засновник компанії Йозеф Штьорцер

В Україні дочірня компанія LEUCO заснована у 2007 році. Директором компанії в Україні став Максим Латко. 
В 2020 році посаду директора посів Віктор Дзюбенко. Штат співробітників тут нараховує понад 30 осіб. 
Українській дочірній компанії належать численні інструментальні розробки: Easyfix, AirFace, P-system, I-system, Diamax, Pawertec та ін.

## Сфери застосування інструментів LEUCO
Інструменти Leuco застосовуються в деревообробній та меблевій промисловості на всіх етапах виробництва продукту. 
Обробка плит: виробництво кухонної гарнітури, ламінату та офісних меблів
Обробка масивної деревини: лісопиляння, пагонажне виробництво, виробництво сходів, паркету, зрощування на міні-шип, виробництво дверей, меблів з масивної деревини. 
Пластики та композити: композитні матеріали, фасадні матеріали, алюміній, акрилові та синтетичні матеріали. 